# Trakija
Trakija är ett distrikt i Bulgarien.   Det ligger i kommunen Obsjtina Plovdiv och regionen Plovdiv, i den centrala delen av landet, 140 km sydost om huvudstaden Sofia.
Trakten runt Trakija består till största delen av jordbruksmark. Runt Trakija är det ganska glesbefolkat, med 50 invånare per kvadratkilometer.